# Apolline Vranken
Apolline Vranken (Brussel, 1994) is een Belgische architect. Ze studeerde in 2017 als zodanig af aan de Université Libre de Bruxelles (ULB). Tijdens haar studie deed ze onderzoek naar de feministischearchitectuur van de begijnhoven in België (Des béguinages à l’architecture féministe. Comment interroger et subvertir les rapports de genre matérialisés dans l'habitat). Dit onderzoek werd in 2018 als boek uitgebracht door de Université de Femmes.
In oktober 2018 richtte ze het platform ‘L’architecture qui dégenre’ op, waarmee ze de aandacht wil vestigen op de positie van vrouwen in de publieke ruimte. Met dit project wil ze bijdragen aan gendergelijkheid in de publieke en stedelijke ruimte. Het is voor haar belangrijk dat die ruimte evenzeer aan vrouwen als mannen toebehoort. Met dit platform co-organiseerde ze Dagen van het Matrimonium, een tweedaags evenement dat plaats vond te Brussel in september 2019. Het evenement verwijst naar een vrouwelijke parallel met "patrimonium" en wil aandacht vestigen op het materiële of het immateriële van artistiek en historisch belang dat overgeërfd werd van vrouwen.